# Liangzi He
Liangzi He (kinesiska: 亮子河) är ett vattendrag i Kina. Det ligger i provinsen Heilongjiang, i den nordöstra delen av landet, omkring 320 kilometer öster om provinshuvudstaden Harbin.
Genomsnittlig årsnederbörd är 949 millimeter. Den regnigaste månaden är juli, med i genomsnitt 186 mm nederbörd, och den torraste är januari, med 6 mm nederbörd.